# Bataille du Val de Monterrey
Guerre d'indépendance espagnole
Batailles
- Chaves
- Villafranca (1re)
- Braga
- Amarante
- Lugo
- Verín
- Porto (1re)
- Vigo
- Grijó
- Porto (2de)
- Ponte Sampaio

La Bataille du Val de Monterrey est une bataille opposant le 7 mars 1809 les troupes françaises du maréchal Jean-de-Dieu Soult aux troupes portugaises du général Bernardim Freire de Andrade dans le val de Monterrey, en Galice. Elle est l'une des batailles de la Guerre péninsulaire portugaise, ayant lieu lors de la deuxième invasion napoléonienne du Portugal, dans le cadre de la Guerre d'Espagne (1807-1813).

## Contexte
La guerre vient de se rallumer avec fureur dans la péninsule Ibérique. L'Empereur Napoléon a confié au maréchal Soult le commandement du centre gauche de l'armée de Portugal. À peine arrivé en Espagne, le maréchal remporte, le 10 novembre 1808, une victoire à la bataille de Gamonal, prend Burgos, Santander, culbute l'armée espagnole près de Reynosa, atteint enfin l'armée anglaise devant La Corogne, pour lui livrer une sanglante bataille dans laquelle le général en chef, Moore, est tué. Il force les débris de l'armée anglaise à embarquer en abandonnant 6 000 prisonniers, s'empare de La Corogne et du Ferrol ainsi que d'un immense matériel renfermé dans ces deux places.
Informé du mouvement du maréchal Soult, le marquis de la Romana vient occuper les hauteurs d'Orsuna près de Monterrei, avec environ 25 000 hommes, composés de troupes qu'il a réorganisées à Léon, et de nouvelles levées qu'il vient de faire en Galice. Le 5 mars, le maréchal Soult se porte sur cette position, la fait reconnaître, et donne immédiatement l'ordre d'attaque, provoquant la débandade des troupes espagnoles, qui s'enfuient dans le plus grand désordre. Au terme du combat de Monterrei, les Français restent maîtres des hauteurs d'Orsuna, prennent 10 pièces de canons, 7 chevaux, et une grande quantité de munitions.
Ayant vaincu les troupes du marquis de la Romana lors du combat de Monterrei, et n'ayant plus à redouter de résistance espagnole ou anglaise, les troupes français du maréchal Soult poursuivent leur descente depuis la Galice vers le Portugal.

## La bataille

### Forces en présence
Le corps d'armée français, composé de soldats et d'officiers expérimentés, compte alors 22 000 hommes, dont 3 000 de cavalerie. Le plus grand nombre a fait les campagnes d'Allemagne et de Pologne, et s'est couvert de gloire à Austerlitz, à Iéna, sur le Passarge et à Friedland. Tous ont la plus grande confiance dans l'expérience et les talents de Soult.
En face, l'armée portugaise reconstituée à la hâte par le général Bernardim Freire de Andrade et l'administrateur Miguel Pereira Forjaz sur les débris de l'armée portugaise dissoute et désarmée par le général Junot en janvier 1808, est composé de quelques milliers de recrues volontaires armés avec des armes de fortune, et disposant de pièces d'artillerie parfois obsolètes. D'une façon générale, les soldats portugais sont courageux et volontaires, mais inexpérimentés et indisciplinés. En raison de la dispersion des officiers dans l'Empire (au Brésil notamment) et en France (dans la Légion portugaise napoléonienne), l'encadrement de l'armée portugaise est largement insuffisant.

### La tactique anglo-portugaise
Le général Freire de Andrade, chargé de la défense de la partie Nord du territoire portugais, s'est mis d'accord avec l'état-major portugais et avec les Britanniques pour ne pas s'engager imprudemment, et se retirer avec lenteur devant le maréchal Soult, jusqu'à ce que, réuni à un autre corps d'armée qui est chargé de couvrir de Porto, il puisse, de concert avec ces dernières troupes, tenter plus sûrement d'arrêter les progrès de l'armée française.
Cette stratégie, dictée par la disproportion de forces, est conforme à la tactique prudente des généraux anglais. Elle doit permettre aux Portugais d'amener les troupes françaises sur leur propre territoire qu'ils connaissent mieux, de les fatiguer tout au long de leur marche et des escarmouches, et de les affronter avec l'aide des fortifications et de l'artillerie des villes permettant une compensation d'affectifs.

### Champ de bataille
L'avant-garde de l'armée portugaise commandée par le général Bernardim Freire de Andrade occupe et sécurise les points stratégiques le long de la frontière luso-espagnole, y compris en Galice. Les troupes de Soult arrivent dans la ville de Verín et le chateaux de Monterrey, au sortir de laquelle commence un défilé qui conduit à la frontière portugaise de Tras-os-Montes.
Le défilé, bordé à droite et à gauche par deux chaînes de montagnes, est alors défendu par un corps de 4 000 soldats portugais qui bordent les hauteurs. En face, les soldats français du dix-septième d'infanterie légère ont ordre d'attaquer les positions portugaises, et d'en chasser l'ennemi.

### La bataille du Val de Monterrey et la prise de Vilarelho
En une demi-heure, l'assaut est donné et l'artillerie portugaise prise. Chassés de leurs positions, les Portugais se retirent dans le désordre. Cinquante dragons du dix-neuvième régiment, qui suivent les voltigeurs du dix-septième, font une charge sur la route, et poursuivent les soldats en fuite jusqu'à San Cibrao (Oímbra). Le 7 mars, l'armée française passe le défilé sans rencontrer d'autre obstacle, et entre dans la plaine où est située San Cibrao. Les Français posent le bivouac en vue de Vilarelho da Raia, sur la frontière du Portugal.
L'avant-garde française s'approche de Vilarelho, occupée par un gros de troupes portugaises, et reçoit quelques boulets envoyés par de gros canons en fonte sans affûts, qui ont été établis à la hâte sur les rochers qui entourent le poste. Toutefois, alertés par la dispersion des 4 000 hommes de l'avant-garde qui protégeaient le défilé, les hommes installés dans la ville sont prêts à effectuer leur retraite. Un seul escadron de dragons français suffit pour pousser les Portugais à se retirer de la ville.

## Conséquences
Avec le passage du défilé de Verín et la prise de Vilarelho, le maréchal Soult attend dans la ville la réunion de ses troupes, et se dispose à entrer dans la province portugaise de Tras-os-Montes. La victoire française lors de la bataille du Val de Monterrey ouvre aux troupes de Soult la route de Feces de Abaixo en Galice et de Chaves au Portugal. Le 10 mars, l'avant-garde française se remet en route.
De leur côté, en dépit des ordres de prudence, les soldats portugais vaincus une première fois, inexpérimentés et indisciplinés, brûlent d'en découdre avec les Français. Les tensions cumulées lors de la bataille du défilé de Verín, puis lors de la bataille de Feces de Abaixo amènent à la mutinerie de la division entière du général Silveira, à Chaves, et à l'assassinat du lieutenant-général Freire de Andrade à Braga le 17 mars 1809, qui favorise la victoire française.

## Sources
- Victoires, conquêtes, désastres, revers et guerres civiles des Français, depuis les temps les plus reculés jusques et compris la bataille de Navarin, Société de militaires et de gens de lettres, Paris, Français, 1831, p. 7-10